# آگوست باربرو
آگوست باربرو (انگلیسی: Auguste Barbereau; ۱۴ نوامبر ۱۷۹۹ – ۱۴ ژوئیهٔ ۱۸۷۹) رهبر (موسیقی)، آهنگساز، مربی موسیقی، و بازیگر تئاتر اهل فرانسه بود.